# Stadnîțea, raionul Vinnîțea, regiunea Vinnîțea
Stadnîțea (în ucraineană Стадниця) este o comună în raionul Vinnîțea, regiunea Vinnița, Ucraina, formată numai din satul de reședință.

## Demografie
Componența lingvistică a satului Stadnîțea
     Ucraineană (98,22%)
     Rusă (1,63%)
     Alte limbi (0,16%)
Conform recensământului din 2001, majoritatea populației satului Stadnîțea era vorbitoare de ucraineană (98,22%), existând în minoritate și vorbitori de rusă (1,63%).